# Syllepte adductalis
Syllepte adductalis là một loài bướm đêm trong họ Crambidae.